# Den kreative klasse
Den kreative klasse er et begreb skabt af den amerikanske økonomiprofessor Richard Florida. Begrebet dækker over såkaldt kreative mennesker der sætter gang i erhvervslivet. Begrebet blev behandlet i tre bøger: The Rise of the Creative Class fra 2002, Cities and the Creative Class fra 2004 og The Flight of the Creative Class fra 2007.

## Kreativitetsfastlæggelsen
Florida har i sine bøger fremsat den påstand, at der i samfundet findes en gruppe af "kreative" – for USAs vedkommende omfattende op imod 30% af befolkningen – der angiveligt udgør nøglen til fremtidens udvikling. Kernen i denne gruppe er "kunstnere" så som kunstmalere, forfattere, filminstruktører, skuespillere, musikere, dansere, fotografer og lignende, men denne suppleres (for at give gruppen et større omfang) med it-folk, teknologer, mediefolk, arkitekter, antropologer og etnologer, lærere, naturvidenskabsfolk, virksomhedsledere, finansfolk, jurister og læger. Denne brogede forsamling har ifølge Florida visse mere eller mindre fælles træk, som altså skulle forene dem på tværs og som udtrykkes ved indekser (deres andele af befolkningen):
1. Boheme-indekset angiver andelen af "kunstnere",
2. Smeltedigle-indekset angiver den etniske integration,
3. Bøsse-indekset angiver andelen af bøsser eller lesbiske,
4. Bykerne-indekset angiver andelen af befolkningen i bykernen.

Floridas påstand er nu den, at hvor disse indekser sammenfaldende viser høje tal, er der en stærk "kreativ" klasse, og denne skulle være grundlaget for økonomisk vækst.
For at lette forståelsen for den jævne borger, sammenfatter Florida beskrivelsen i de tre T-er: Teknologi, Talent og Tolerance. Det er de tre plus-ord i den kreative verden.

## Samfundsmæssig baggrund
Floridas betragtninger hviler på den kendsgerning, at efter at vestlige samfund har gennemløbet udviklingen fra et bondesamfund, hvor flertallet af befolkningen var sysselsat ved fødevarefrembringelse, over industrisamfund, hvor en forholdsvis stor del af befolkningen ernærede sig ved varefremstilling og forædling, til servicesamfund, hvor tjenesteydelser (offentlige som private) har en overvejende rolle som indkomstgrundlag, er udviklingen nu nået dertil, at en voksende andel af befolkningen ikke mere kan yde en samfundsnyttig indsats og derfor må finde sit indkomstgrundlag inden for underholdningsbranchen.

## Kritik
Florida er blevet udsat for en kritik. Kritikken drejer sig dels om sammensætningen af den "kreative klasse", dels den indbyggede tendens til selvhævdelse og den dermed forbundne manglende selvkritik og manglende ansvarsfølelse, dels om holdbarheden af påstandene om den kreative klasses værdi for samfundet.

### Manglende fællestræk
Det er blevet påpeget, at de grupper, som Florida samler under fællesbetegnelsen "kreativ klasse" i virkeligheden intet specielt har til fælles, og at det derfor giver et misvisende billede at betragte dem som en samlet gruppe. En forudsætning for, at der er en direkte sammenhæng ville være, at der viser sig samme grad af sammenhæng, når man behandler de enkelte grupper hver for sig, som når man behandler dem samlet – men dette er ikke tilfældet.

### Middelmådigheden i højsædet
Den danske historiker og forfatter Henrik Jensen har rammende om Floridas tankegang påpeget, at den er "luftig". Om den etik eller rettere totale mangel på moral og ansvarsfølelse men til gengæld partikularistiske selvhævdelse, som kendetegner de fleste folk i den kreative klasse, har Henrik Jensen skrevet:
"Snarere end vejen frem, er det vejen ind i charlataneri, et middelmådighedens, talentløshedens og uduelighedens eldorado, hvor man knap nok behøver at lære noget, fordi man allerede har det hele i sig. Men som Bob Dylan har sagt: "Løgnen om, at alle bærer deres egen sandhed inden i sig, har gjort en masse skade og gjort folk tossede..."
...Dyrkelsen af den individuelle, instinktive, eruptive kreativitet hænger snævert sammen med jagten på en identitet, som i vores verden er et kaotisk, men nødvendigt projekt. "Jeg" bliver i behavioristisk forstand den, der uforklarligt gør sådan og sådan – henkoger mariehøns og udstiller dem, eller skyder vildt om mig i et klasseværelse.
At være kunstner har for længst mistet sin tilknytning til en særlig kunnen – kunst – der skal læres. Bevares, man kan da godt gå et stykke tid på et akademi for at vænne sig til tanken om, at man er kunstner, men nødvendigt er det ikke længere. Dybest set er vi alle kunstnere. Det er et aspekt ved den bohemisering, der i de seneste årtier er foregået med middelklassen, at vi idoliserer den selvudpegede avantgardekunstner som den, der om ikke ligefrem har fundet de vises sten, så i det mindste påstår at grave efter den. Avantgardekunstneren er vor tids profet, en frigjorthedens, overskridelsens, selvrealismens og lystens profet, som ufravigelig styrer mod den nærmeste moralske grænse, fordi grænsebrydning er, hvad det handler om. Går vejen over vanhelligelse, dyrplageri, vandalisering, bilafbrændinger, aborter på glas eller lignende, så er det blot så meget desto mere autentisk."

### Partikularisme
Den indbyggede påstand i Floridas teori om den "kreative" klasse som en per definition samfundsudviklende gruppe, der af samme grund kun kan gøre det rigtige og som derfor ikke kan kritiseres, kan betegnes som partikularistisk. Den spanske filosof José Ortega y Gasset har peget på, at partikularisme er blevet et fremtrædende træk i samfundet: Ulige grupper mener på den ene side ikke, at de behøver at tage hensyn til andre samfundsgrupper, og kræver på den anden side, at samfundet bør indrettes efter deres ønsker. Denne betragtning blev siden taget op af Thorkild Bjørnvig i essayet "70-erne", hvor han pegede på udviklingen allerede i dette årti i Danmark som udtryk for en lignende tendens. Også Henrik Jensen tager dette emne op. Han peger på, at ældre tiders enhedskultur er blevet afløst af en multikultur, hvor hver subgruppe har deres egne mediekanaler, eget sprogbrug og egne værdier, og hvor udfaldet uundgåeligt er "den skrigende mangel på en normativ kerne. En etik, om man vil, eller bare: et sæt af sandheder." Uden fælles værdier og dermed forbundet sammenhold kan et samfund ikke trives.
Partikularismens anden side er de, som øjensynligt ikke bidrager til samfundets økonomiske udvikling i nævneværdigt omfang. Disse grupper omfatter alle de folk, der i det daglige medvirker ved fremstillingen af de produktionsgoder, som samfundenes borgere køber i så stor udstrækning, samt alle de, der i det offentlige bidrager til et vel fungerende samfund så som folk i sundhedsvæsenet, i uddannelsesvæsenet, i socialvæsenet, i politiet og tilsvarende steder. Folk fra disse grupper protesterer (næppe uforståeligt) imod Floridas påstande, som på ingen måde svarer til deres egne opfattelse.

### Påstande tilbagevist
Andre har med udgangspunkt i det samme nordamerikanske materiale, som Florida selv har anvendt, undersøgt, om der kan påvises nogen sammenhæng mellem områder med en høj frekvens af "kreative" og økonomisk vækst, og er kommet til, at der ikke kan påvises nogen som helst positiv sammenhæng. Det viser sig endog, at for Floridas påstand om, at tolerance over for fx homoseksuelle og indvandrere er groft misvisende, idet der en direkte negativ sammenhæng mellem tolerance og økonomisk udvikling således, at jo mindre tolerance, desto større økonomisk udvikling og omvendt.